# 유럽자연정보시스템
유럽자연정보시스템(European Nature Information System, EUNIS)은 유럽 환경청에서 만든 생물 데이터베이스이다. 유럽에 존재하는 생물종의 분류군과, 그 보호구역 등에 대한 정보를 가지고 있다.

## 같이 보기
- Natura 2000